# Чуковский, Николай Корнеевич
Никола́й Корне́евич Чуко́вский (20 мая [2 июня] 1904, Одесса — 4 ноября 1965, Москва) — русский советский писатель, переводчик прозы и поэзии.

## Биография
Николай был первенцем Корнея Чуковского и его жены Марии Борисовны, урождённой Гольдфельд, и при рождении был записан Николаем Николаевичем Корнейчуковым. Сразу после свадьбы в 1903 году Чуковский с женой отправились в Лондон, где Корней Иванович работал корреспондентом газеты «Одесские новости»; в начале 1904 года беременная Мария Борисовна вернулась в Одессу, где и родился Николай-младший.
Детство и юность провёл в Петербурге и Куоккале. Отец ввёл его в литературные круги, он подружился с К. Вагиновым, Л. Добычиным, Н. Заболоцким, В. Кавериным, М. Слонимским, близко видел А. Блока — «добрая и острая память Чуковского запечатлела такие черты поэта, которые ускользнули от внимания других мемуаристов». Лето 1921 года провёл в усадьбе Холомки (в 1920-е годы — дача Литфонда), в окружении отца, В. Ходасевича, О. Мандельштама, М. Добужинского, Евг. Замятина, В. Милашевского.
В 1921 году окончил Тенишевское училище, занимался (до 1924 года) на общественно-педагогическом (историко-филологическом) факультете Петроградского университета. Окончил Высшие государственные курсы искусствоведения при Ленинградском институте истории искусств (1930).
Начинал как поэт, участвовал в работе литературной студии «Звучащая раковина», которой руководил Николай Гумилёв. В 1921 году сблизился с литературной группой «Серапионовы братья», те в шутку называли Колю и некоторых его товарищей по Тенишевскому училищу и по студии «младшими братьями…» Сам выступил «героем» произведений Зощенко

Однажды, поздней осенью 1921 года, пошёл я с Таней в театр, находившийся в Пассаже… В фойе театра — неслыханная новость! — был буфет… Я подвёл Таню к стойке и предложил съесть по пирожному… Таня съела пирожное с величайшим наслаждением. Облизала пальцы, и сейчас же — цоп — взяла из вазы ещё одно. Я, конечно, не говорил ей: «Ложи взад». Но… пережил несколько страшных минут. Я не знал в точности, сколько у меня денег в кармане… На следующий день был я в Доме искусств, зашёл к Зощенко и рассказал ему о своем вчерашнем переживании в театре… На ближайшем серапионовом сборище он прочитал рассказ «Аристократка». — Н. Чуковский. О том, что видел. — М.: Молодая гвардия, 2005.
В 1922—1928 годах публиковал стихи (иногда под псевдонимом «Николай Радищев»). Стихи получили одобрение В. Ф. Ходасевича, М. Горького. После сборника стихов «Сквозь дикий рай» (Ленинград, 1928) свои оригинальные стихотворения не печатал, публиковал только поэтические переводы.
Через отца познакомился с Максимилианом Волошиным и гостил у того в Коктебеле, где познакомился с Андреем Белым. В июле 1932 года поехал в Коктебель по путёвке в Дом отдыха Литфонда, застал последние дни жизни М. А. Волошина, скончавшегося 11 августа 1932 года. В числе немногих участвовал в похоронах, к могиле поэта на вершину холма Кучук-Янышар гроб несли на руках.
Имя Н. К. Чуковского неоднократно упоминалось в следственных делах по расследованию «антисоветских групп в среде московских и ленинградских писателей» в период 1937—1938 годов вместе с именами Ю. К. Олеши, Л. В. Никулина, А. Д. Дикого, Б. К. Лифшица, В. Л. Кибальчича, Г. О. Куклина, С. Д. Спасского, В. И. Стенича, ему грозила опасность разделить судьбу Б. Лифшица (тот дал показания на Е. Тагер, Н. Чуковского, Г. Куклина, С. Спасского), Н. Олейникова, В. Стенича, но ареста удалось избежать.
В 1939 году призван в армию, принимал участие в советско-финской войне. С первого дня Великой Отечественной войны — 22 июня 1941 года был военным корреспондентом газеты «Красный Балтийский флот», в июле 1941 года пешком пришёл в Таллин из Палдиски вместе с группой уцелевших политработников 10-й бомбардировочной авиабригады Балтийского флота. Осенью 1941 года под Москвой, возвращаясь из разведки, погиб младший брат Николая — Борис. Николай тяжело переживал эту смерть, в одном из писем к жене у него даже вырвались горькие слова осуждения отца: «но ведь в Бобиной судьбе он не безвинен».
Участник обороны Ленинграда, во время блокады оставался в городе. В это время сдружился с А. Тарасенковым, известным критиком-библиофилом. С октября 1943 года — инструктор Главного политуправления ВМФ СССР, Управления военно-морского издательства НКВМФ, ст. лейтенант. В блокадном Ленинграде однажды чудом остался жив — засидевшись в гостях у Леонида Рахманова, опоздал к разводу мостов, а придя утром к своему дому, обнаружил, что тот разбомбили. Награждён медалью «За победу над Германией в Великой Отечественной войне 1941—1945 гг.». Демобилизован в 1946 году.
Переводил на русский язык произведения Э. Сетон-Томпсона, Р. Л. Стивенсона, М. Твена, Ш. Петёфи, Ю. Тувима, Джека Лондона, А. Конан Дойла, Лесю Украинку. В частности, им выполнен наиболее известный перевод романа «Остров сокровищ» Стивенсона (последнее издание в 2017 г.).
С конца 1950-х годов начал писать мемуары.

…Там почти нет его самого, он рисует только других и, пожалуй, с чрезвычайной благожелательностью— Лев Успенский. По стенограмме выступления в Центральном доме литераторов. 1966 год
В последние годы жизни был членом правлений СП СССР и СП РСФСР, председателем секции переводчиков Союза писателей, членом правления издательства «Советский писатель».

Он хотел карьеры, поездок за границу, членства в Правлении, денег. Он боялся.

Дело Пастернака — Коля выступил за исключение… Дело Оксмана — Коля исключал с ражем…

Н. К. Чуковский скончался внезапно во сне 4 ноября 1965 года (по воспоминаниям Лидии Чуковской — прилёг после обеда вздремнуть и не встал), в дневнике К. И. Чуковского 5 ноября 1965 года сделана запись: «Пришла Клара. С нею Митя и Люша. Я дико обрадовался. Кларочка обняла меня сзади и вдруг, покуда я болтал чепуху, сказала: вчера днём умер Николай Корнеевич». Смерть сына стала тяжёлым испытанием для 83-летнего Корнея Ивановича, который возвращался к воспоминаниям о нём в дневниках и письмах.
Н. К. Чуковский был похоронен в Москве на Новодевичьем кладбище (участок № 6).
В годовщину кончины «младшего брата» один из старейших «Серапионов» Вениамин Каверин сказал: «Он был писателем 30-х, 40-х, 50-х годов, но человек он был 20-х годов. Что было характерно для литературы тех лет? […] Это ответственность сознания принадлежности великой литературе, во-вторых, мера вкуса и, в-третьих, образность» (цит. по стенограмме из личного архива Д. Н. Чуковского).

## Семья
Жена — переводчица Марина Николаевна Чуковская, урождённая Рейнке (1905—1993). Дети:
- Наталья (род. 1925) — в замужестве Костюкова, доктор медицинских наук, профессор, Заслуженный деятель науки России (2004);
- Николай (по прозвищу Гулька, 1933—2022[11]) — инженер-связист, возглавлял сектор спутниковой оптической связи в НИИ радиоэлектроники МГТУ им. Н. Э. Баумана;
- Дмитрий (род. 1943) — телевизионный режиссёр, снял, в частности, фильм «Огневой вы человек!» (Главная редакция литературно-драматических программ ЦТ), по сценарию своей двоюродной сестры — Елены Цезаревны Чуковской, к 100-летию со дня рождения знаменитого деда.

## Сочинения
- Ушкуйники. [Альманах] / Нина Берберова, К. Вагинов, Пётр Волков, Н. Дмитриев, Ида Наппельбаум, Фредерика Наппельбаум, Ник. Радищев, Анат. Столяров, Н. Тихонов. Пб.: [9-я Гос. тип.], 1922. 32 с. 1000 экз. (Под псевдонимом Н. Радищев)
- «Беглецы», 1925[12], с илл. А. Лаховского
- «Танталэна», 1925
- «Наша кухня», с илл. Н. Лапшина, 1925.
- «Приключения профессора Зворыки», 1926
- «Разноцветные моря», 1928
- Сборник стихов «Сквозь дикий рай», 1928
- «Русская Америка», 1928
- «Капитан Джеймс Кук», 1927
- «Навстречу гибели: Повесть о плавании и смерти капитана Лаперуза», 1929
- «Один среди людоедов», 1930
- «Путешествие капитана Крузенштерна», 1930
- Роман «Юность», 1930 (о жизни бывших гимназистов в послереволюционной России)
- Варя, 1933.
- «Слава», 1935 (о Кронштадтском восстании и НЭПе)
- «Княжий угол», 1936 (о подавлении Тамбовского восстания)
- «Ярославль», 1938, 2-я ред. 1949 (об антисоветском восстании в Ярославле в июле 1918)
- «Водители фрегатов: Книга о великих мореплавателях», 1941
- Повесть «Морской охотник», 1945 (для детей младшего школьного возраста о войне)
- Роман «Балтийское небо», 1946—1954, опубл. 1955[13][14], одноимённый фильм 1960. О лётчиках Балтийского флота, защитниках осаждённого Ленинграда.
- Последняя командировка, 1955—1957
- «Беринг». 1961. ЖЗЛ
- «Неравный брак», 1963
- Избранное, 1963[15]
- Рассказ «Девочка Жизнь», 1965 (о войне)
- «Цвела земляника», 1965
- «Литературные воспоминания», 1989
- «О том, что видел», 2005 ISBN 5-235-02681-0